# West 8
West 8 urban design & landscape architecture è uno studio olandese fondato nel 1987 da Adriaan Geuze in collaborazione con Edzo Bindels, Martin Biewenga, Jerry van Eyck e Theo Reesink. Questo studio, con sede a Rotterdam, è formato da architetti paesaggisti e da urbanisti. In pochissimi anni West 8 è diventato famoso ed ha realizzato numerosi progetti che comprendono piazze pubbliche, piani urbanisti, parchi e giardini. Nei progetti, paesaggio, infrastruttura, natura, archeologia si fondono per formare una struttura vitale all'interno della città. L'intento è concepire tipologie di edifici in armonia con il paesaggio e lo spazio pubblico.
Adriaan Geuze (nato nel 1960) ha conseguito un master in architettura del paesaggio all'università di Wageningen nel 1987. È stato scelto come direttore della seconda Biennale Internazionale di Architettura Olandese; questa manifestazione si è tenuta a Rotterdam nel 2005 e aveva come tema l'acqua.

## Principali opere
- 1995: Bench Bridge, Utrecht
- 1995: Illuminazione Market Stalls, Rotterdam
- 1995: Risistemazione del Museo Kröller-Müller, Otterloo
- 1995: Giardino Interpolis Headquarters, Tilburg
- 1994-1997: Piano urbanistico Borneo/Sporenburg per 2500 alloggi, Amsterdam
- 1997: Piazza Schouwburgplein, Rotterdam
- 1998: Square West, Utrecht
- 1998: Square Tree Trunks in Twylight Forest, Carrascoplein, Amsterdam
- 1999: Passerella "Skywalk from Zoo to Zoo", Emmen
- 1999: Jubilee Gardens e Park Chiswick, Londra

## Galleria d'immagini

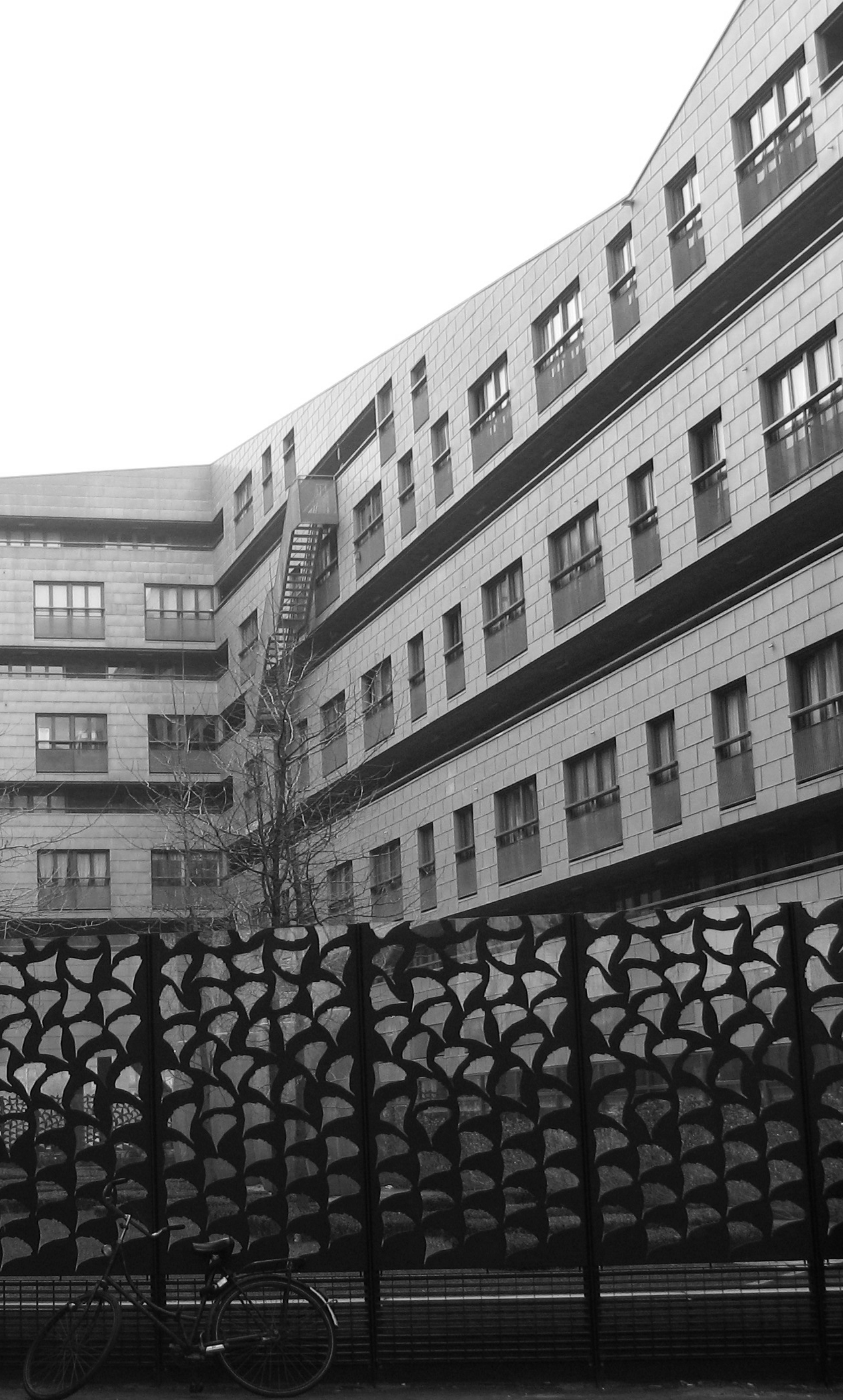
L'edificio The Whale
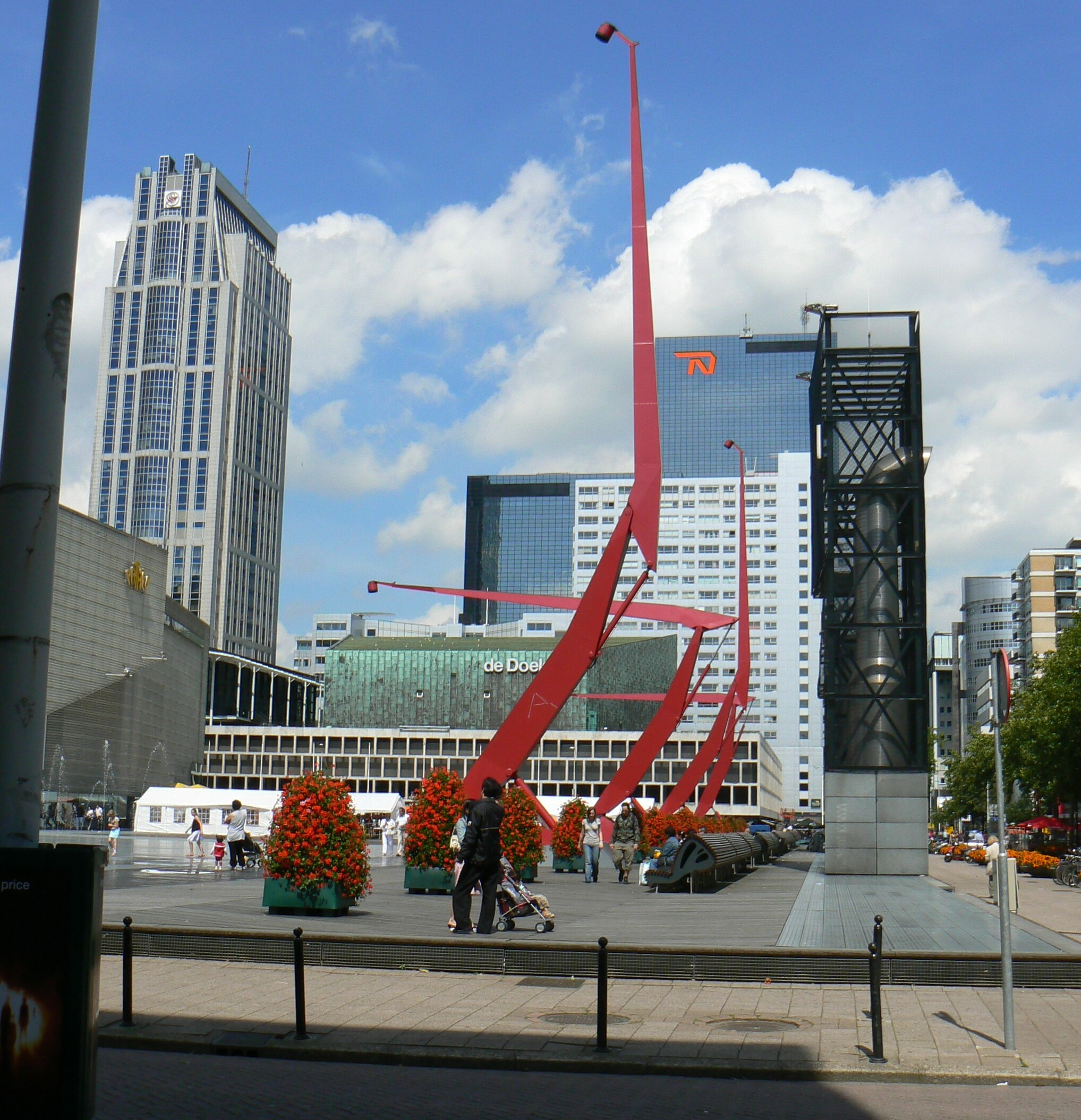
Schouwburgplein, Rotterdam
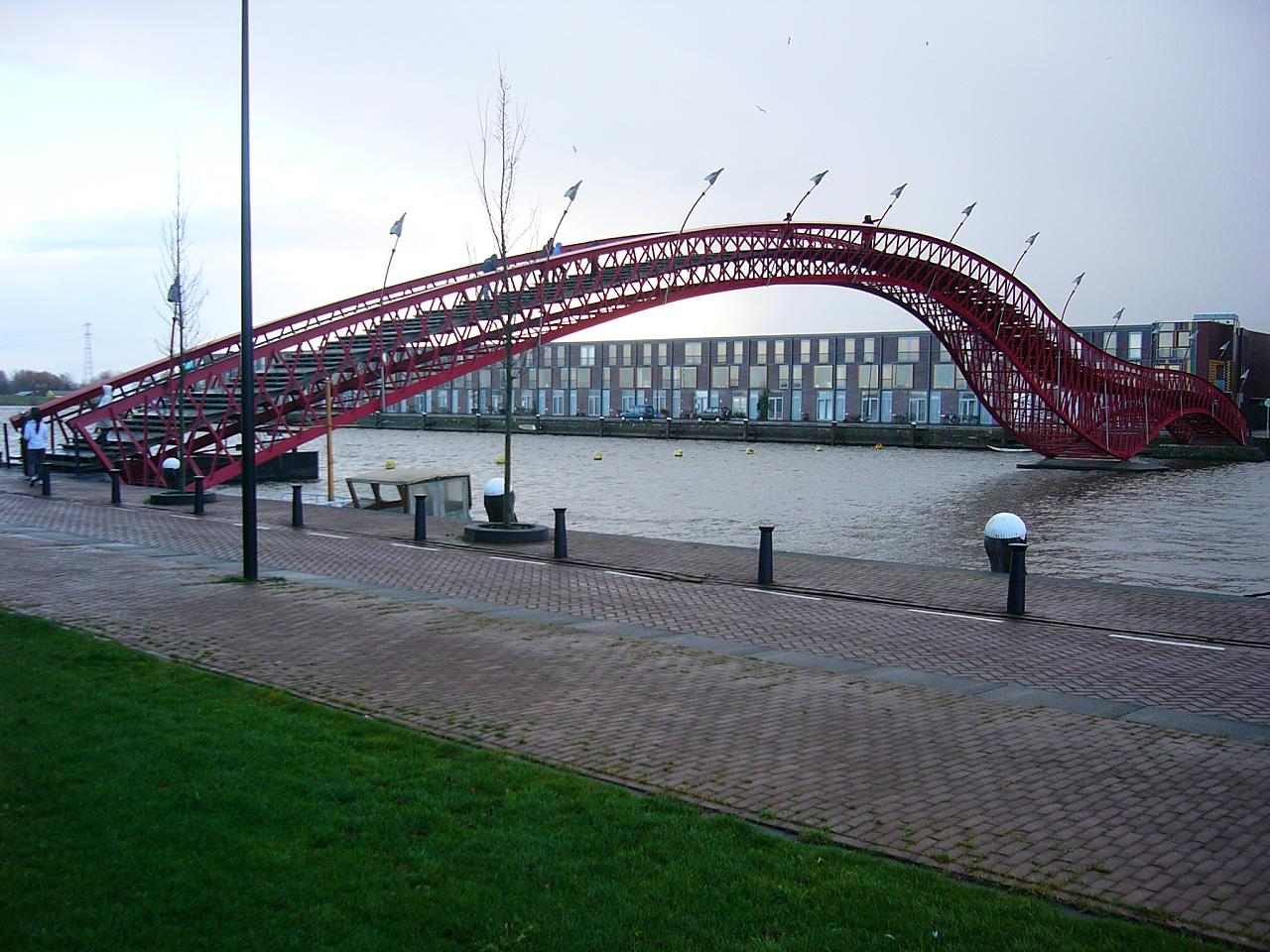
Python Bridge